# Entre les murs
Entre les murs —conocida en Argentina como Entre los muros y en España y resto de Hispanoamérica como La clase— es una película francesa de 2008, dirigida por Laurent Cantet y basada en la novela homónima de François Bégaudeau. Es el quinto largometraje de Cantet y se estrenó el 24 de mayo de 2008 en el Festival de Cannes, en el que ganó la Palma de Oro.
La novela y la película son una narración parcialmente autobiográfica de las experiencias de Bégaudeau como profesor de lengua en una escuela secundaria del distrito 20 de París (20e arrondissement) cuyos alumnos tienen orígenes culturales y nacionales diversos. La película es tratada con una vocación documentalista, donde el autor de la novela, François Bégaudeau, se interpreta a sí mismo en su papel de profesor.

## Sinopsis
La película abarca todo un curso académico en un instituto. François da clase de lengua francesa en un aula donde se mezclan estudiantes de procedencia, culturas y actitudes muy diferentes, desempeñando también la función de tutor de estos alumnos.
Desde un principio los alumnos se toman la escuela y las clases como broma, la llegada de nuevos alumnos hace que el profesor Marin elabore una dinámica para conocerse. Más adelante los alumnos se van interesando, por diversos motivos, por la manera en que el profesor lleva la clase, con dinamismo.

## Elenco
- François Bégaudeau como François Marin, profesor de francés.
- Jean-Michel Simonet como el director.
- Burak Ozyilmaz como Burak, un alumno.
- Boubacar Touré como Boubacar.
- Carl Nanor como Carl.
- Louise Grinberg como Louise, delegada de la clase.
- Esmeralda Ouertani como Esmeralda, delegada de la clase.
- Franck Keïta como Souleymane.
- Henriette Kasaruhanda como Henriette.
- Rachel Régulier como Khoumba.

## Estreno
- Francia: 24 de mayo de 2008 en el Festival de Cannes, 24 de septiembre de 2008 en salas de cine.
- España: 25 de septiembre de 2008 en el Festival Internacional de Cine de San Sebastián, 16 de enero de 2009 en salas de cine.
- Argentina: 12 de marzo de 2009 en el Festival Pantalla Pinamar, 16 de abril de 2009 en salas de cine.
- México: 14 de junio de 2009 en el Foro Internacional de la Cineteca, 4 de septiembre de 2009 en salas de cine.

## Recepción
La cinta tiene una calificación de 95 % en el sitio Rotten Tomatoes, llegan al consenso de que "es una película enérgica y brillante con un estilo documental". El sitio Metacritic tiene una calificación de 92. El crítico de cine Philip French escribió: "Hay una destacable tradición francesa de películas sobre la escuela. El director Cantet, cuyos padres son maestros, maneja de forma excelente las actuaciones del profesor Marin".

## Premios y nominaciones
| Año  | Premio                                 | Categoría                           | Receptore(es)                                    | Resultado |
| ---- | -------------------------------------- | ----------------------------------- | ------------------------------------------------ | --------- |
| 2008 | Festival de Cannes                     | Palma de Oro                        | Laurent Cantet                                   | Ganadora  |
| 2008 | Premios del Cine Europeo               | Mejor película                      |                                                  | Nominada  |
| 2008 | Premios del Cine Europeo               | Mejor director                      | Laurent Cantet                                   | Nominado  |
| 2008 | Premios Satellite                      | Mejor película en lengua extranjera |                                                  | Nominada  |
| 2009 | Premios Óscar                          | Mejor película extranjera           |                                                  | Nominada  |
| 2009 | Premios César                          | Mejor película                      | Carole Scotta Caroline Benjo Laurent Cantet      | Nominada  |
| 2009 | Premios César                          | Mejor director                      | Laurent Cantet                                   | Nominado  |
| 2009 | Premios César                          | Mejor guion adaptado                | François Bégaudeau Robin Campillo Laurent Cantet | Ganadora  |
| 2009 | Premios César                          | Mejor montaje                       | Robin Campillo Stephanie Leger                   | Nominada  |
| 2009 | Premios César                          | Mejor sonido                        | Olivier Mauvezin Agnes Ravez Jean-Pierre Laforce | Nominada  |
| 2009 | Les Prix Lumière                       | Mejor película                      | Laurent Cantet                                   | Ganadora  |
| 2009 | Les Prix Lumière                       | Premio de la audiencia              | Laurent Cantet                                   | Ganadora  |
| 2009 | Étoiles d'Or                           | Mejor película                      | Laurent Cantet                                   | Ganadora  |
| 2009 | Premios David de Donatello             | Mejor película de la Unión Europea  | Laurent Cantet                                   | Nominada  |
| 2009 | Premio Sur                             | Mejor película extranjera           | Laurent Cantet                                   | Ganadora  |
| 2009 | Image Awards                           | Mejor película extranjera           |                                                  | Ganadora  |
| 2009 | Premios Independent Spirit             | Mejor película en lengua no inglesa | Laurent Cantet                                   | Ganadora  |
| 2010 | Premios Goya                           | Mejor película europea              | Laurent Cantet                                   | Nominada  |
| 2010 | Círculo de Escritores Cinematográficos | Mejor película extranjera           |                                                  | Nominada  |
| 2010 | Robert Festival                        | Mejor película no americana         | Laurent Cantet                                   | Nominada  |
| 2010 | Premio Bodil                           | Mejor película no americana         | Laurent Cantet                                   | Nominada  |
| 2010 | Premio Chlotrudis                      | Mejor guion adaptado                | Laurent Cantet Robin Campillo François Bégaudeau | Nominada  |
| 2010 | Premio Cóndor de Plata                 | Mejor Película Extranjera           |                                                  | Ganadora  |